# Claude-Gaspard Bachet de Méziriac
Pour les articles homonymes, voir Bachet.
Claude-Gaspard Bachet dit de Méziriac (9 octobre 1581 à Bourg-en-Bresse, États de Savoie - 26 février 1638 à Bourg-en-Bresse, France) est un mathématicien, poète et traducteur français.

## Biographie
Nourri d'hébreu, de grec, de latin, d'italien et d'espagnol, Bachet fut membre, pendant un an, en 1601, de l'ordre des Jésuites. Il enseigna au collège jésuite de Milan avant de renoncer à prononcer ses vœux et de se consacrer à la traduction de poètes latins et de mathématiciens grecs.
Son ouvrage le plus connu est un recueil de récréations mathématiques, Problèmes plaisans et délectables qui se font par les nombres, dont la première édition parut en 1612 et une seconde édition augmentée en 1624. Bachet est également l'auteur d'un manuscrit ayant pour titre Éléments arithmétiques et d'une traduction en latin de l’Arithmetica de Diophante parue en 1621. C'est dans un exemplaire de cette traduction que Fermat écrivit en marge sa célèbre note annonçant qu'il avait trouvé la démonstration de son dernier théorème.
Bachet fut le premier auteur européen à discuter de la résolution des équations indéterminées (en) par les fractions continues. Il travailla aussi sur la théorie des nombres et trouva une méthode pour la construction des carrés magiques. La deuxième édition de ses Problèmes plaisants et délectables contient la première démonstration connue de ce qu'on appelle le théorème de Bachet-Bézout.
Il vécut une vie confortable dans sa ville natale et épousa, en 1621, Philiberte de Chabeu, qui devait lui donner sept enfants.
Bachet, que Bayle estime être un assez bon poète en français, en italien et en latin, et comme excellent grammairien et habile critique, fut élu membre de l'Académie française en 1634. On le reçut en 1635 à l'Académie française ; en son absence, c'est Vaugelas qui fut choisi pour lire le discours de remerciements qu'il avait pris soin d'envoyer.

## Œuvres

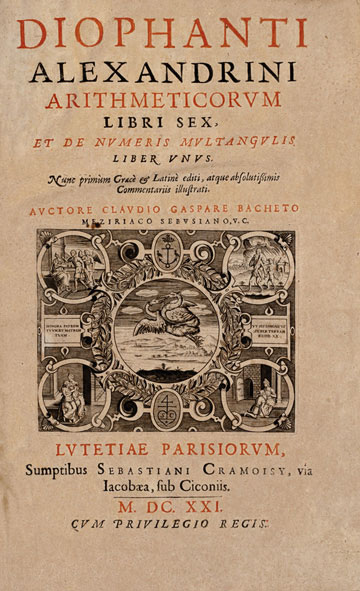
La traduction latine de lArithmétique de Diophante
par Claude-Gaspard Bachet (1621).

- Problèmes plaisans et délectables, qui se font par les nombres, partie recueillis de divers autheurs, et inventez de nouveau, avec leur démonstration, par Claude Gaspar Bachet, Sr. de Méziriac. Très utiles pour toutes sortes de personnes curieuses qui se servent d'arithmétique (1612) ; réédition : A. Blanchard, Paris, 1993. Texte en ligne : 1°) seconde édition, revue, corrigée et augmentée de plusieurs propositions et de plusieurs problèmes, par le même auteur, Lyon, Pierre Rigaud & Associés, 1624, sur Gallica ; 2°) cinquième édition revue, simplifiée et augmentée par A. Labosne, Paris : Gauthier-Villars, 1884, sur cnum.cnam.fr
- Chansons spirituelles et dévotes sur toutes les principales festes de l'année et sur autres divers subjets, composées nouvellement par Guillaume et Claude Gaspar Bachet frères (1618)
- Diophanti Alexandrini Arithmeticorum libri sex, et de numeris multangulis liber unus, nunc primum graece et latine editi, atque absolutissimis commentariis illustrati, auctore Claudio Gaspare Bacheto (1621) Texte en ligne
- Amaltheum poeticum in quo fabularum synopsis et copia vocum propriarum quae in poetis habent obscuritatem, ordine alphabetico explicata continetur, Louis Hébert, Alençon, 1625. L'Amalthée poétique (Amaltheum, de la chèvre Amalthea qui nourrissait Jupiter de sa corne d'abondance) est une sorte de dictionnaire mythologique et géographique pour la compréhension des poètes de l'antiquité. À usage scolaire, il est dédié par l'imprimeur à la jeunesse estudiantine du Collège d'Alençon.
- Les Epistres Tradvittes. Avec Des Commentaires fort curieux. Par Clavde Gaspar Bachet, S. de Meziriac, J. Tainturier, Bourg-en-Bresse, 1626.
- Recueil de diverses relations des guerres d'Italie, ès années 1629, 1630 et 1631 (1632) lire en ligne sur Gallica
- Commentaires sur les epistres d'Ovide. Nouvelle édition. Avec plusieurs autres Ouvrages de même Auteur, dont quelques-uns paroissent pour la première fois (1716) ; cinquième édition revue, simplifiée et augmentée par A. Labosne, Paris : Gauthier-Villars, 1884